# Bomba de calor

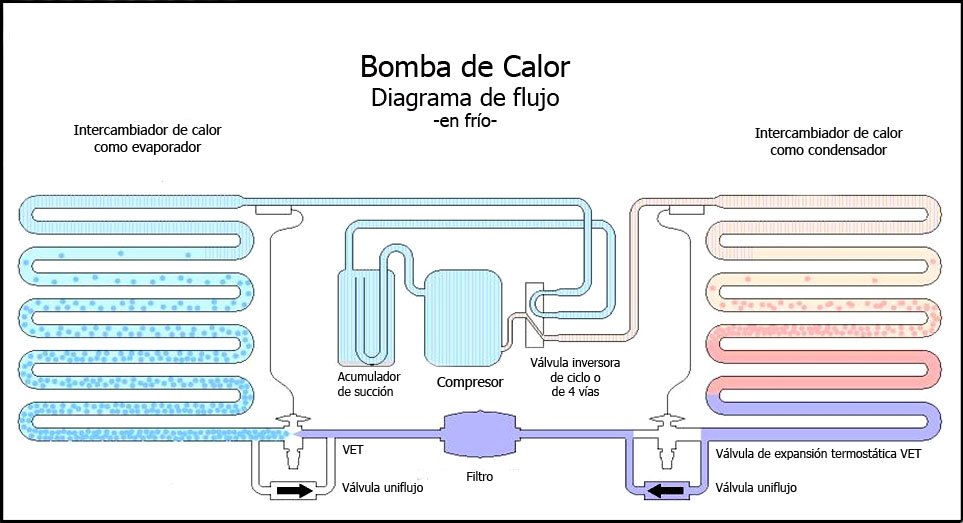
Diagrama de flujo de una bomba de calor reversible, funcionando en el ciclo de refrigeración.

La bomba de calor es una máquina térmica que toma calor de un espacio frío y lo transfiere a otro más caliente gracias a un trabajo mecánico aportado desde el exterior; es decir, hace lo mismo exactamente que la máquina frigorífica; lo único que cambia es el objetivo. En la máquina frigorífica el objetivo es enfriar y mantener frío el espacio frío, mientras que en la bomba de calor sería lo inverso, es decir, mantener caliente el espacio caliente. 

## La máquina reversible
Al igual que en la máquina frigorífica, en la bomba de calor el ciclo más empleado es el Ciclo Rankine, ver también compresión de vapor, que funciona de idéntica forma que en aquella, utilizando los mismos refrigerantes, los mismos elementos y las mismas etapas de funcionamiento. Teniendo en cuenta que la misma máquina puede enfriar y calentar, parece coherente utilizar un solo aparato para ambas funciones.

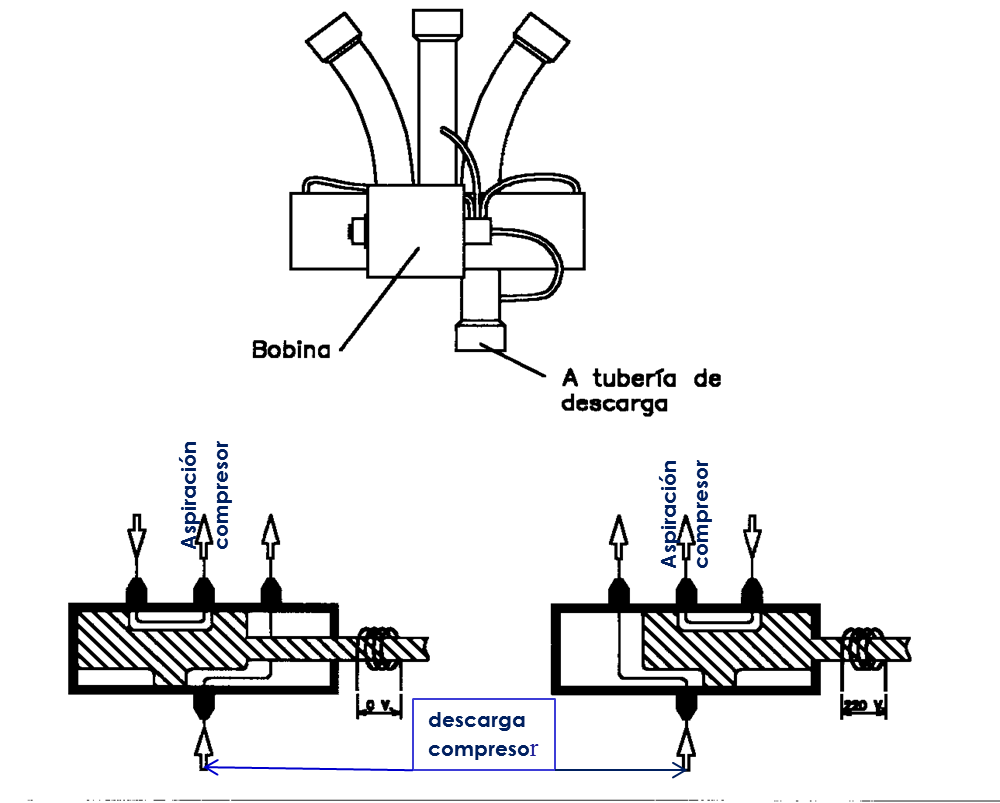
Válvula de cuatro vías para inversión invierno-verano

Para conseguir esto sin necesidad de desmontar la máquina en cada cambio de estación, aparecen las máquinas reversibles, que aunque frecuentemente se las conoce como bombas de calor reversibles, pueden perfectamente llamarse máquinas frigoríficas reversibles. Es también un error muy extendido pensar que una bomba de calor es un aparato que produce tanto frío como calor, aunque por todo lo dicho está claro que esto no es así.
Para hacer una bomba de calor reversible, lo único que hay que añadir a la máquina es una válvula inversora de cuatro vías, como la que se representa en la figura. La válvula es eléctrica, es decir, accionada por un solenoide. Esta válvula se intercala en el circuito frigorífico y se manda, generalmente, con un conmutador invierno-verano. Al accionar la válvula se cambia el sentido de circulación del fluido frigorífico, de forma que el evaporador se transforma en condensador y a la inversa.
Durante el verano, el intercambiador de calor situado en el interior hace las veces de evaporador, y de condensador el situado en la calle, mientras que en invierno es al contrario. Debido a que tanto un intercambiador como el otro pueden ser evaporador y condensador, en este tipo de máquinas se les denomina unidad interior y unidad exterior.
La reversibilidad de la máquina no supone ningún problema, salvo el número de horas de funcionamiento, que lógicamente será muy superior al de cualquier máquina de una sola función. En cuanto a los refrigerantes, aunque hay bastantes opciones, solo unos pocos como el 407C, 410A, 134a y algún otro son los elegidos por la mayor parte de los fabricantes y se usan los mismos para todo tipo de máquinas, ya que cubren sobradamente el campo de temperaturas de las instalaciones de confort. La única parte de la máquina que tendrá que soportar condiciones "extraordinarias" respecto de las máquinas de una sola función será la unidad exterior, cuyo intercambiador, según la zona climática, tendrá que evaporar con temperaturas exteriores que pueden llegar hasta los -10 °C en invierno, y también condensar con temperaturas cercanas a los 40 °C en verano, lo cual solo requiere un buen dimensionamiento de la superficie de intercambio.

## Coeficiente de eficiencia de la bomba de calor (CoP)

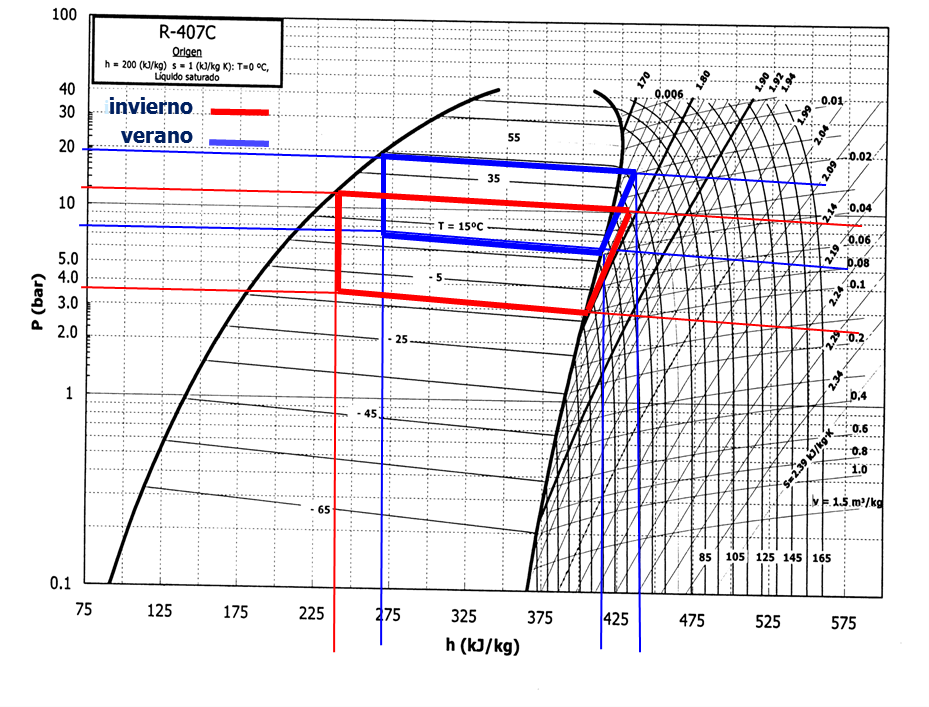
Bomba de calor. Ciclos de funcionamiento de invierno y verano

El concepto de rendimiento se aplica a máquinas de generación o transformación de energía, y, de conformidad con el primer principio de la termodinámica, su valor no puede ser superior a la unidad. Las máquinas frigoríficas, y por tanto la bomba de calor, no generan energía, solo la transportan de una región fría a otra más caliente. En este cometido, se obtienen rendimientos superiores al 100%. Para evitar la confusión que esto podría suponer, en este tipo de máquinas el concepto de rendimiento toma el nombre genérico de eficiencia y en el caso de la bomba de calor, el coeficiente de eficiencia se denomina CoP, que es el acrónimo de Coefficient of Performance.
Evidentemente, en las máquinas reversibles habrá dos coeficientes de eficiencia, uno como máquina frigorífica y otro como bomba de calor, conocidos en la práctica como CoP de verano y CoP de invierno. En ambos, el concepto es el mismo expresado en la máquina de Carnot:
{\displaystyle CoP_{verano}={\frac {Q_{1}}{Q_{2}-Q_{1}}}={\frac {T_{1}}{T_{2}-T_{1}}}={\frac {1}{{\frac {T_{2}}{T_{1}}}-1}}}
{\displaystyle CoP_{invierno}={\frac {Q_{2}}{Q_{2}-Q_{1}}}={\frac {T_{2}}{T_{2}-T_{1}}}={\frac {1}{1-{\frac {T1}{T_{2}}}}}}
Donde los subíndices {\displaystyle 1=} foco frío y {\displaystyle 2=} foco caliente.
La única diferencia entre ambos es el numerador, es decir, el beneficio obtenido. En invierno, cuando la máquina funciona como bomba de calor, el beneficio es el calor depositado en el foco caliente o lo que es lo mismo, la temperatura absoluta del lado caliente, mientras que en verano será el calor disipado en el lado frío, es decir, la temperatura absoluta del lado frío. Y no solo esto: entre sus beneficios más tangibles se encuentran un ahorro en la factura eléctrica y la eficiencia energética, ya que para su funcionamiento utiliza fuentes naturales gratuitas y el consumo de electricidad es en realidad mínimo. También es sostenible y ayuda a la reducción de emisiones de carbono, cumpliendo así con los objetivos de la Unión Europea contra el cambio climático. Y además es muy funcional, puesto que un solo equipo sirve para proporcionar tanto agua caliente como refrigeración y calefacción. Estos beneficios de ahorro y respeto al medio ambiente hicieron que en 2016 la Agencia Internacional de la Energía considerase la bomba de calor como la mejor tecnología disponible para la climatización de espacios.
Este CoP es el máximo teórico, que en unas condiciones de 0 °C en el exterior y 20 °C en el interior da un valor de 14,65; es decir, en teoría se podrían obtener hasta 14,65 kW de calor por cada kW eléctrico consumido. Evidentemente, esto es teórico y en la práctica, teniendo en cuenta las irreversibilidades del ciclo frigorífico real, el CoP se queda en un 15% del máximo teórico .
En el diagrama P-h del refrigerante correspondiente se pueden trazar los ciclos y calcular los CoP teóricos de funcionamiento exactamente igual que se hace para la máquina frigorífica.

## CoP real
En el gráfico se observa en que conceptos se pierde la eficiencia:

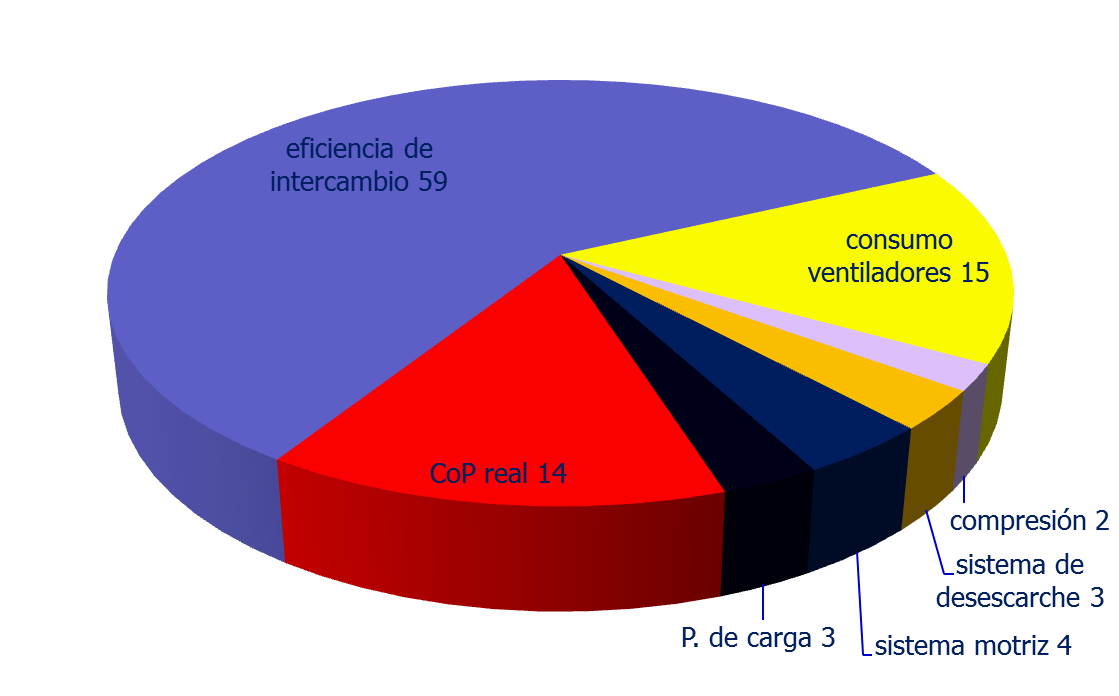
Pérdidas de eficiencia de una máquina frigorífica de compresión como bomba de calor

- El más significativo es la eficiencia del intercambio, es decir, la eficacia con que el evaporador y el condensador intercambian calor con el aire ambiente. Esta eficacia depende en gran parte del salto térmico entre la temperatura del refrigerante y el ambiente. El rendimiento de intercambio será mejor cuanto mayor sea esta diferencia de temperatura, pero aumentarla implica aumentar la temperatura de condensación y disminuir la de evaporación, lo cual disminuye la eficiencia. La solución de compromiso suele estar alrededor de los 10 °C. En la práctica depende en gran parte del tipo de intecambiador.

- Para mejorar el rendimiento se fuerza el intercambio mediante ventiladores, tanto en el evaporador como en el condensador, aunque esto supone que la energía consumida por los mismos hay que añadirla a la consumida por el compresor.

- La compresión del gas, sea cual sea el sistema que se utilice[5] tiene siempre pérdidas de calor y rozamientos que constituyen las irreversibilidades propias de todo sistema termodinámico real.

- Cuando la temperatura de evaporación, tanto en la máquina frigorífica como en la bomba de calor, es inferior a 0 °C, el vapor de agua contenido en el aire que entra en contacto con el serpentín, se condensa primero y después se solidifica sobre el tubo, formando una capa de hielo cada vez más gruesa, que dificulta el intercambio. Esto obliga a, de vez en cuando, fundir este hielo para recuperar el rendimiento. A esta operación se le llama ‘’desescarche’’ y la energía consumida en ella, tiene también que añadirse a la total consumida.

- El compresor ha de estar impulsado por un sistema motor, generalmente un motor eléctrico, cuyo rendimiento, aunque elevado, no llega al 100%.

- El movimiento del fluido por la tubería produce unas pérdidas de presión por rozamiento, denominadas pérdidas de carga, que tiene que asumir el compresor y son una de las causas para que el cambio de fase, tanto en el evaporador, como en el condensador se desarrolle isotérmicamente.

Por otra parte, cuanto más baja es la temperatura de la fuente fría y más alta la de la caliente, menor es la eficiencia, lo cual es un grave inconveniente, teniendo en cuenta que la bomba de calor se usa como aparato de calefacción y va a tener, por tanto, menos rendimiento cuanto más frío haga en la calle, es decir, cuando más calor se necesita en el interior. Sin embargo, con una buena máquina, se obtienen CoP muy superiores a 1, es decir, la máquina proporciona más energía que la que consume, hasta temperaturas exteriores alrededor de -10 °C.
Aún con todos estos inconvenientes, la bomba de calor recupera calor del aire exterior. Debido a esta capacidad de extraer calor de fuentes muy frías, las cuales de otra forma no serían aprovechables, es por lo que a esta máquina se la considera como energía renovable.
Como en todos los sistemas de calefacción mediante energías renovables, es conveniente prever un sistema de apoyo con energía convencional, para cubrir los periodos muy fríos. Hay que tener en cuenta, que cuando el CoP disminuye hasta 1, se ha perdido por completo la ventaja de la bomba de calor, ya que su efectividad es la misma que la de cualquier estufa eléctrica, que por efecto Joule, produce un kW térmico por kW eléctrico consumido.

## Viabilidad de la bomba de calor
Un enfoque del segundo principio de la termodinámica, es que trata de la calidad de la energía. Se entiende por calidad de la energía la mayor o menor disposición, que esta ofrece, para convertirse en trabajo. Con este criterio puede decirse que la energía eléctrica es de alta calidad, ya que aplicada a un motor eléctrico, puede convertirse en trabajo en el eje con un rendimiento superior al 90%. La calidad de la energía térmica depende de su nivel térmico, es decir, de su temperatura. En una central térmica convencional, a partir de un combustible se produce vapor a alta temperatura, que mediante una turbina se transforma en energía eléctrica, con un rendimiento total alrededor del 30%, es decir, aproximadamente 3 kW térmicos producen 1 kW eléctrico. Con esta premisa, utilizar 1 kW eléctrico para obtener 1 kW de calor, no parece una consecuencia muy coherente.
La producción de calor a partir de energía eléctrica, solamente es admisible mediante bomba de calor (aparte de los radiadores eléctricos) y aun así, tras un estudio de viabilidad que compruebe, que en todo momento la producción de calor será superior al consumo y que el CoP garantice un ahorro tanto económico como energético.
Para tener una idea de la rentabilidad que, como aparato de calefacción, nos puede dar una bomba de calor, se utiliza el CoP estacional, que es un cociente entre la energía aportada por la máquina durante todo el invierno y la energía consumida en el mismo periodo, es decir, la pagada por calefacción en los recibos de la temporada invernal. 
Los fabricantes incluyen en sus catálogos tablas de potencia térmica y potencia absorbida de cada modelo, para diferentes condiciones interiores y exteriores. Los valores allí indicados, se supone que son reales y deben prevalecer sobre cualquier estimación. Una media ponderada, a lo largo del invierno, de estos valores instantáneos puede ser una buena anticipación del CoP estacional.
Por lo dicho hasta ahora, desde un punto de vista energético, necesitaríamos un CoP estacional de 3 para recuperar los 3 kW térmicos que costó producir cada kW eléctrico. Con las centrales de ciclo combinado se alcanzan rendimientos superiores al 50%, en cuyo caso sería suficiente con un CoP de 2. Desde un punto de vista económico, la viabilidad del sistema depende de la comparativa entre el precio del kW eléctrico y el kW térmico en cada momento y con cada combustible.

## Tipos de bomba de calor
La fuente fría no tiene por qué ser exclusivamente el aire de la calle en invierno, sino que también podrían ser: el agua de un río, una corriente subterránea o incluso el terreno. De la misma forma, el condensador puede ceder calor, además de al aire ambiente, a sistemas de agua. 
En función de la fuente de la que toman calor y a cual se lo ceden, se obtiene la siguiente clasificación de bombas de calor:
- Aire – aire: Son las más extendidas; por el precio y sobre todo por la disponibilidad de las fuentes. La máquina toma calor del aire exterior y se lo cede a un caudal de recirculación del aire del local a calefaccionar.

- Aire – agua: Toma el calor del aire exterior y se lo cede al agua de circulación de una instalación de calefacción por agua. Son muy adecuadas las instalaciones de suelo radiante por su baja temperatura de funcionamiento.[11]
- Agua – aire: Toma el calor de una corriente de agua: un río cercano o una corriente subterránea y se lo cede al aire del local a calefaccionar.

- Agua – agua: Toma el calor de una corriente de agua y se lo cede al agua de una instalación de calefacción.

Estas bombas que toman calor del agua, tienen un CoP superior a las de aire, ya que las corrientes de agua subterráneas, tienen una temperatura casi constante. La de los ríos es más variable a lo largo del año, pero con todo, ni mucho menos comparable a la del aire exterior, ni tampoco tan impredecible. Sin embargo, su uso está supeditado a la existencia en las cercanías de la instalación de una corriente de agua adecuada, lo cual no es fácil y restringe en gran manera la aplicación de estas máquinas.
- Tierra – aire y Tierra-agua: En realidad estas bombas de calor son las mismas que las anteriores de agua. La diferencia estriba en que en estas el agua no es la fuente de calor, sino que es un fluido auxiliar para tomar el calor del terreno, cuya temperatura a poca profundidad permanece prácticamente constante. Son las bombas de calor que se utilizan en las instalaciones de calefacción llamadas geotérmicas.

## Aerotermia como alternativa
La aerotermia es una tecnología de bombas de calor que extrae energía del aire para climatizar espacios y proporcionar agua caliente sanitaria de manera eficiente. Esta tecnología, clasificada como energía renovable por la Unión Europea, ofrece una alternativa ecológica y económica frente a las calderas de gas y gasoil. Entre sus principales ventajas, la aerotermia destaca por su alta eficiencia energética, bajo mantenimiento, y un impacto ambiental reducido al no emitir gases contaminantes durante su operación. Además, los sistemas de aerotermia son reversibles, permitiendo tanto calefacción en invierno como refrigeración en verano con un solo equipo. Este tipo de bomba de calor puede instalarse en viviendas nuevas y existentes, ofreciendo flexibilidad en la integración con sistemas de calefacción tradicionales o mediante la combinación con fuentes de energía solar.